# 海角天涯
『海角天涯』 （ 英： Incidental Journey  ）は、2001年に製作された台湾の映画。
日本では、2002年(第11回)東京国際レズビアン&ゲイ映画祭(8月1日) で、台湾新潮流(Taiwan New Wave) として上映された。

## キャスト
- 小青（シャオチン）：吴素丽
- 阿香（アシャン）

## 補足
- 第24回台湾金穂奨最優秀短編賞受賞
- 第38回(2002年)台湾金馬奨最優秀創作短編賞ノミネート